# Ines Torelli

Ines Torelli (sitzend), neben Jörg Schneider (rechts), ca. 1963

Ines Torelli (* 14. Juni 1931 in St. Gallen als Ines Stierli; † 21. August 2019 in Nova Scotia, Kanada) war eine Schweizer Kabarettistin, Sängerin und Volksschauspielerin. In den meisten Rollen sprach sie schweizerdeutschen Dialekt.

## Leben
Ines Torelli wurde als Ines Stierli geboren. Sie träumte schon als Kind davon, auf der Bühne aufzutreten. Nach der Schule absolvierte sie eine Schneiderinnenlehre. 1955 erhielt sie ihr erstes Engagement beim Aargauer Cabaret Rüeblisaft und lernte dort ihren späteren Mann Edi Baur (1919–2009) kennen, der damals Theaterfotograf war. Zusammen mit Oskar Hoby, Regine Brandt und Alfred Bruggmann gehörte sie zur Urbesetzung des Cabarets; später wurde sie ersetzt durch Vera Furrer. 1958 wechselte sie zum Cabaret Fédéral und später zum «Äxgüsi».
Mit wachsendem Erfolg musste ein Künstlername her. Ihren Nachnamen übersetzte sie frei ins Spanische (Toro = Stier) und betonte mit dem kleinen Stier «Torelli» ihre kämpferische Natur.
In den 1970er Jahren wagte sie sich mit ihrem eigenen Programm «Torelli total» als Kabarettistin auf die Bühne und begeisterte unter anderem mit ihrer legendären Parodie von Marlene Dietrich. Sie sang und spielte in «Bibi Balù» sowie der «Kleinen Niederdorfoper» von Paul Burkhard unter der Regie von Jörg Schneider.
Ein bedeutender Erfolg war der im Januar 1975 uraufgeführte Schlager Gigi von Arosa, eine schweizerdeutsche humoristische Adaption von Dalidas Gigi l’amoroso. Gigi ist hier ein Skilehrer und Frauenschwarm. Als Sängerin mit unverkennbarer Stimme trat sie auch mit dem Cabaret Rotstift auf.
Auch beim Schweizer Fernsehen machte Ines Torelli Karriere. Sie moderierte in den 1970er Jahren zusammen mit Rosemarie Pfluger die Samstagabend-Sendung «Zum doppelten Engel».
Besonders bekannt wurde sie durch die Aufnahmen von Kasperli-Tonträgern von und mit Jörg Schneider und Paul Bühlmann. 1982 wurden bereits 1 Million Tonträger verkauft.
1995 wanderte sie mit ihrem Ehemann, dem Theaterproduzenten Edi Baur, nach Riverport in die kanadische Provinz Nova Scotia aus, wo sie auf einer Halbinsel an der Rose Bay auf einem Hügel ein Holzhaus bauen liessen. Edi Baur konnte 1996 im nahen Städtchen Lunenburg sein eigenes Theater eröffnen, zwei Jahre später zwangen ihn die Behörden mit hohen Steuern zur Aufgabe. Er verstarb 2009. Die schweizerisch-kanadische Doppelbürgerin Torelli blieb in Kanada und starb im August 2019 im Alter von 88 Jahren.

## Videos
- Bei Ines Torelli in Kanada. In: glanz & gloria, Juni 2011 (Teil 1, Teil 2).